# Andreas Vojta
Andreas Vojta (* 9. Juni 1989) ist ein österreichischer Mittelstreckenläufer aus Gerasdorf bei Wien. Der Österreichische Leichtathlet des Jahres 2010 und Elfte bei den Europameisterschaften von Barcelona feierte seine bisher größten Erfolge über 1500 Meter.

## Sportliche Laufbahn
Andreas Vojta begann seine Laufkarriere beim LCC Wien. Dort wurde er zunächst von Renata Sitek trainiert und stieg dann in die Trainingsgruppe des sportlichen Leiters Wilhelm Lilge auf. Diesem folgt Vojta, nach dessen Trennung vom LCC Wien, zu seinem neuen Verein team2012.at.
2009 erzielte Vojta seinen ersten Staatsmeistertitel in der allgemeinen Klasse. Die 1500 Meter wurden in den nächsten Jahren zu seiner Spezialdisziplin.
Im Jahr 2010 etablierte sich Vojta an der nationalen Spitze im Mittelstreckenlauf. Am 3. Juli 2010 stellte er beim Memorial Leon Buyle in Oordegem (Belgien) seine damalige Bestzeit über 1500 Meter auf und erfüllte in 3:40,79 min die Limite für die Europameisterschaften in Barcelona. Dort erreichte Vojta das Finale, in dem er den elften Platz belegte.

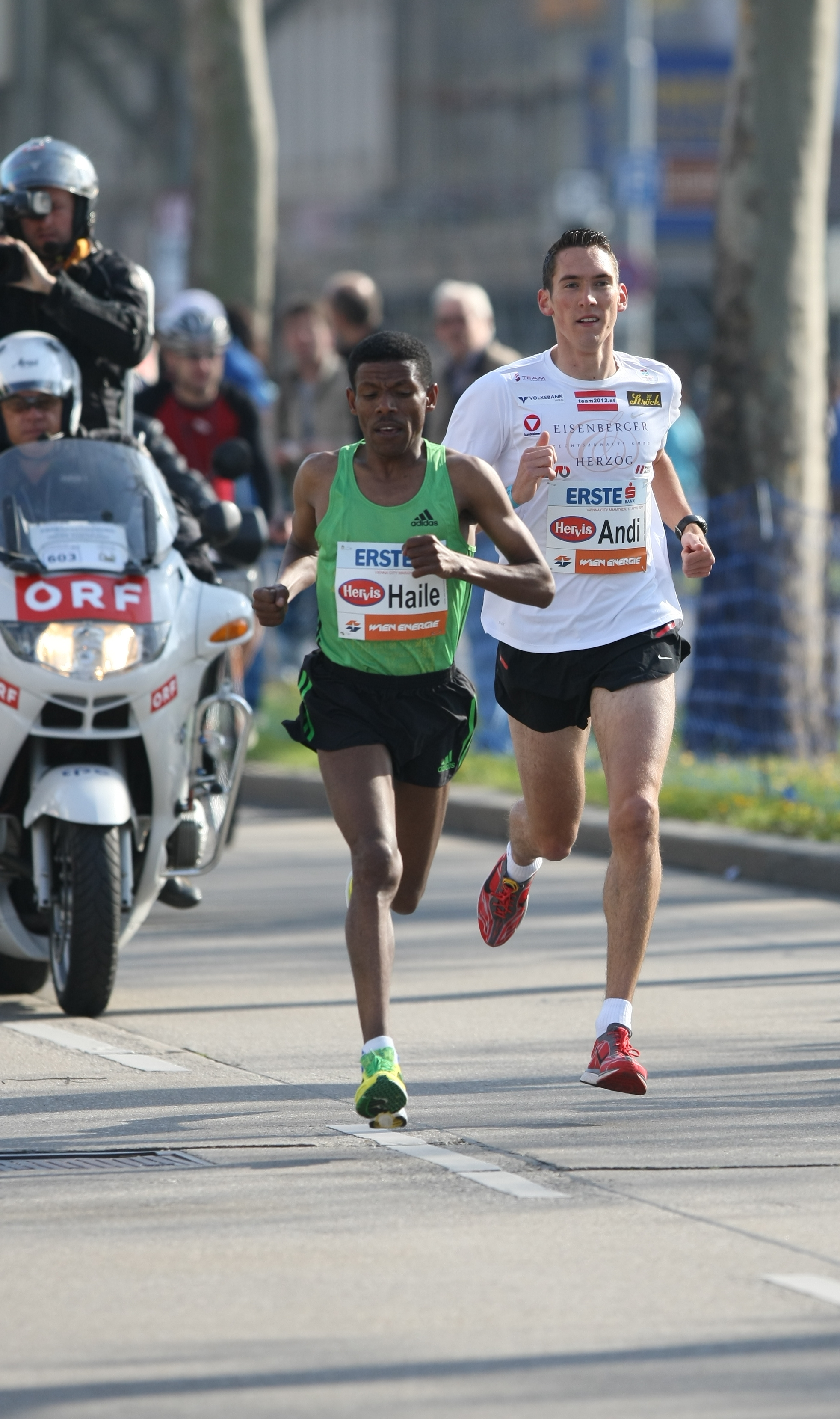
Andreas Vojta hinter Haile Gebrselassie beim Vienna City Marathon 2011

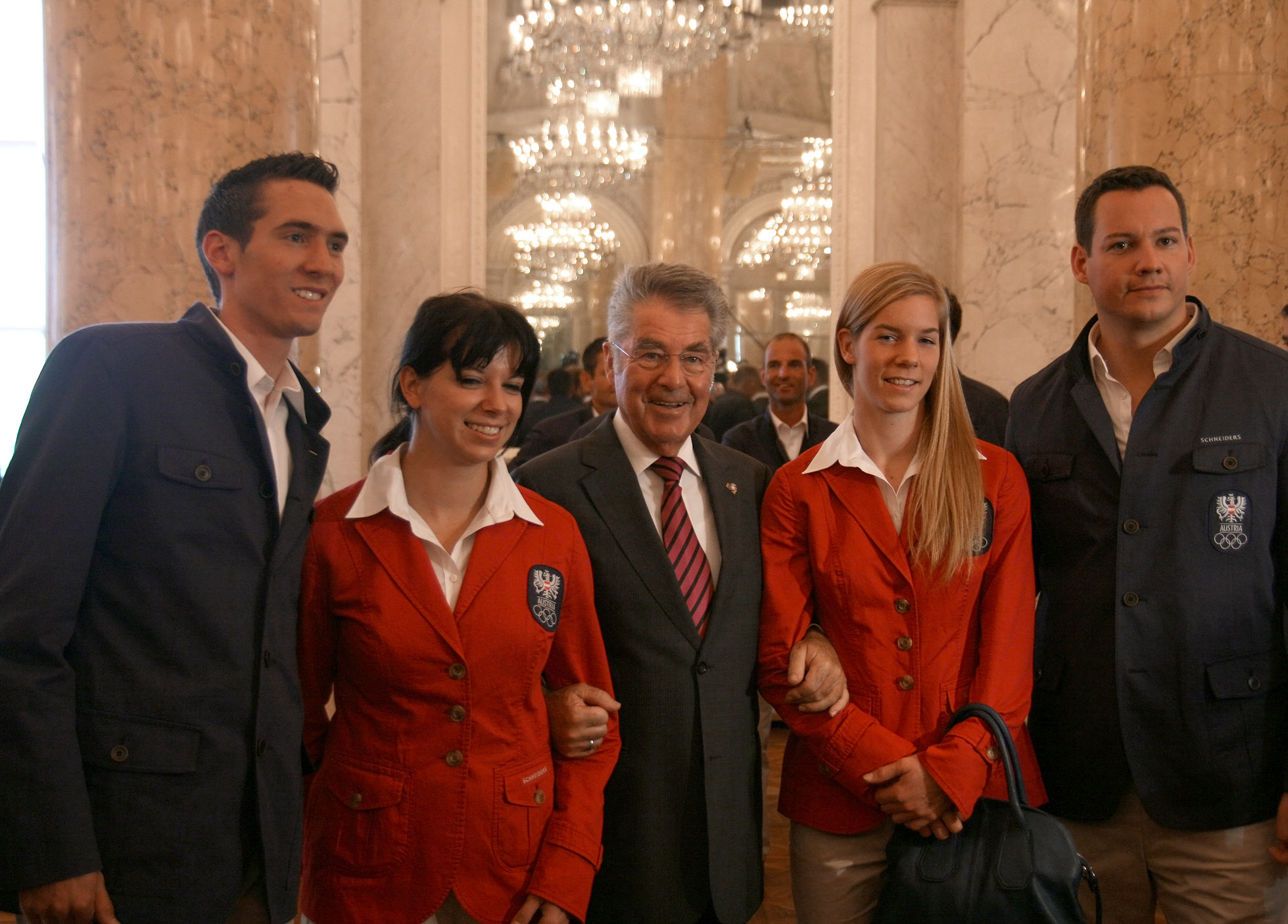
Vojta mit dem Leichtathletikteam und Bundespräsident Heinz Fischer vor den Olympischen Spielen 2012 in London

In der Hallensaison 2011 scheiterte Vojta zunächst beim Indoor Classic Vienna knapp an der Norm von 3:43,50 min für die Halleneuropameisterschaften 2011 in Paris. Beim darauffolgenden Sparkassen Cup in Stuttgart erfüllte er jedoch die Limite mit 3:41,85 min. Bei den Halleneuropameisterschaften in Paris schied Vojta im Vorlauf aus und belegte insgesamt den 21. Platz.
Am 2. Juli gelang Vojta ein weiterer großer Fortschritt in seiner Karriere: Der Gerasdorfer lief beim Meeting in Uden (Niederlande) mit 3:37,82 min eine neue persönliche Bestzeit und unterbot dabei das Limit für die Olympischen Spiele 2012 in London. Gleichzeitig qualifizierte er sich mit dieser Zeit auch für die Weltmeisterschaften 2011 in Daegu. Zwei Wochen später verpasste er bei den U23-Europameisterschaften in Ostrava nur hauchdünn eine Medaille. Im Finallauf am 17. Juli 2011 belegte er nach einem taktischen Rennen mit extrem schneller Schlussrunde, nur 33 Hundertstelsekunden hinter Sieger Florian Carvalho (FRA), Platz vier.

### Olympische Spiele 2012
2012 konzentrierte sich Vojta ganz auf die Olympischen Spiele in London. Beim Indoor Classic Vienna am 31. Jänner verbessert er seine Hallenbestleistung um 2,86 Sekunden auf 3:38,99 min und setzt sich damit zu diesem Zeitpunkt an die Spitze der Europarangliste und auf Platz 3 der Weltjahresbestenliste. Bei den Europameisterschaften in Helsinki lief Vojta im Semifinale die schnellste Zeit aller Teilnehmer, im Finale musste er sich aber aufgrund eines Sturzes 200 Meter vor dem Ziel mit Platz zehn begnügen.
Bei den Olympischen Spielen in London konnte er sich seinen Traum vom Semifinaleinzug nicht erfüllen. Für ihn war im Vorlauf Endstation.
 Allerdings sorgte Vojta in anderer Hinsicht für positive Schlagzeilen: Er trug mit seinen Aussagen wesentlich dazu bei, dass der Marokkaner Amine Laalou nach gezielten Tests des Dopings überführt wurde und bei den Olympischen Spielen nicht antreten durfte.
Nach London glänzte Vojta noch über die 1000 Meter: Binnen weniger Tage verbesserte er zwei Mal seine Bestmarke und blieb beim Gugl-Meeting mit einer Zeit von 2:18,34 min nur 14 Hundertstelsekunden über dem 30 Jahre alten ÖLV-Rekord von Robert Nemeth.
Am 21. Februar 2013 startete Vojta bei der top-besetzten XL-Gala in Stockholm und verbesserte dort den österreichischen Hallenrekord über 1000 Meter um ca. drei Sekunden. Bei den Halleneuropameisterschaften im schwedischen Göteborg erreichte Vojta nach einem Sturz im Vorlauf nur den 14. Platz. Im Mai 2013 konnte er in Wien den Steffl-Turmlauf gewinnen. Er brauchte 1:24,77 min für die 343 Stufen und 67 Höhenmeter im engen Südturm des Wiener Stephansdoms und konnte damit eine neue Rekordzeit einstellen.
Im Sommer war für ihn bei den Freiluftweltmeisterschaften in Moskau im Vorlauf ebenso Endstation, wie 2014 bei den Hallenweltmeisterschaften in Sopot. und auch bei den Europameisterschaften 2014 in Zürich, wo er zudem wegen Behinderung eines Kontrahenten disqualifiziert wurde.
2017 wurde er Staatsmeister über 1500 und 5000 Meter.
2018 trat er bei den Freilufteuropameisterschaften in Berlin erstmals über die 5000 Meter an. Dort belegte er 13:42,75 min den 20. Rang. 2018 wurde er auch Staatsmeister über 10.000 m auf der Bahn.
2019 belegte er bei den Halleneuropameisterschaften in Glasgow über die 3000 Meter mit 8:09,72 min den 25. Rang.
Im April 2020 legte der 30-Jährige bei einem Trainingslauf die 10-Kilometerdistanz in 28:28 min zurück. Damit würde sich Vojta auf Platz zwei in der ewigen österreichischen Bestenliste hinter Günther Weidlinger (28:10 min) einreihen.
2021 gelang ihm beim Monaco Run mit 13:49 min ein neuer österreichischer Rekord im 5-Kilometer-Straßenlauf. Im September wurde der 32-Jährige Österreichischer Meister über 10.000 Meter.
2022 qualifizierte sich Vojta für die Europameisterschaften in München, wo er über die 10.000 Meter den 22. Platz belegte.
Andreas Vojta ist ein Sohn des ehem. Gerasdorfer Bürgermeisters Alexander Vojta.

## Auszeichnungen
- 2010 – Vojta wurde zum Österreichischen Leichtathleten des Jahres gewählt und erhielt den „Goldenen Emil“.[22]

## Sportliche Erfolge (Auswahl)
2021
- 1. Platz 10.000 m Bahn Österreichische Staatsmeisterschaften

2018
- 1. Platz 10.000 m Straße Österreichische Staatsmeisterschaften
- 1. Platz 10.000 m Bahn Österreichische Staatsmeisterschaften

2017
- 1. Platz 1500 m Österreichische Staatsmeisterschaften
- 1. Platz 5000 m Österreichische Staatsmeisterschaften

2016
- 1. Platz 1500 m Österreichische Staatsmeisterschaften

2014
- 12. Platz 1500 m Hallenweltmeisterschaften in Sopot

2013
- 3. Platz 800 m Universiade in Kasan

2012
- 1. Platz 10.000 m Österreichische Staatsmeisterschaften
- 16. Platz Studenten-Crosslauf-Weltmeisterschaften in Lodz[23]
- 1. Platz Österreichische Staatsmeisterschaften Crosslauf Kurzstrecke
- 1. Platz 1500 m Österreichische Hallenstaatsmeisterschaften
- 1. Platz 3000 m Österreichische Hallenstaatsmeisterschaften
- 1. Platz 1500 m Indoor Classic Vienna
- 10. Platz 1500 m Europameisterschaften in Helsinki
- 36. Platz 1500 m Olympische Spiele in London

2011
- Österreichischer Leichtathlet des Jahres[24]
- 26. Platz 1500 m Weltmeisterschaften 2011 in Daegu
- 1. Platz 800 m Österreichische Staatsmeisterschaften
- 1. Platz 1500 m Österreichische Staatsmeisterschaften
- 4. Platz 1500 m U23-Europameisterschaften 2011 in Ostrava
- 3. Platz 1500 m in Uden (NED) und Weltmeisterschafts- und Olympialimit
- 1. Platz 800 m Team-Europameisterschaft 2. Liga in Novi-Sad (SRB)
- 21. Platz 1500 m Halleneuropameisterschaften 2011 in Paris
- 1. Platz 1500 m Österreichische Hallenstaatsmeisterschaften
- 3. Platz 800 m Österreichische Hallenstaatsmeisterschaften
- 1. Platz 3000 m Internationales Meeting in Plietzhausen (GER)
- 2. Platz 1 Meile Internationale Attnanger Meile
- 3. Platz 1500 m ANHALT 2011 – Meeting in Dessau (GER)

2010
- Österreichischer Leichtathlet des Jahres
- 11. Platz 1500 m Europameisterschaften in Barcelona
- 2. Platz 1500 m Team-Europameisterschaft – 2. Liga
- Teilnahme an der Crosslauf-Europameisterschaften 2010 in Albufeira (POR) (46. Platz U23)
- 1. Platz 1500 m Österreichische Staatsmeisterschaften
- 1. Platz Österreichische Staatsmeisterschaften Crosslauf Kurzstrecke, allg. Klasse und U23
- 1. Platz 1500 m Österreichische Hallenstaatsmeisterschaften
- 1. Platz Österreichische Meisterschaften 10 km Straßenlauf U23
- 2. Platz 800 m Österreichische Staatsmeisterschaften
- 1. Platz 1500 m Grote Prijs Stad Lokeren (BEL)

2009
- Teilnahme an den Crosslauf-Europameisterschaften 2009 in Dublin (IRE) (57. Platz U23)
- 1. Platz 1500 m Österreichische Staatsmeisterschaften
- 1. Platz 3000 m Österreichische Staatsmeisterschaften U23
- 1. Platz Österreichische Meisterschaften 10 km Straßenlauf U23

2008
- 1. Platz Österreichische Meisterschaften 10 km Straßenlauf U20
- 1. Platz 1500 m Österreichische Juniorenmeisterschaften U20
- 1. Platz Österreichische Staatsmeisterschaften Crosslauf U20
- 1. Platz Internationaler Wiener Silvesterlauf

2006
- 1. Platz 3000 m Österreichische Hallenmeisterschaften U18
- 1. Platz 2000 m Hindernis Österreichische Jugendmeisterschaften U18

## Persönliche Bestzeiten
(Stand: 12. Februar 2024)
Halle
- 800 m: 1:47,14 min, 1. Februar 2013, Linz
- 1000 m: 2:19,20 min, 21. Februar 2013, Stockholm
- 1500 m: 3:38,99 min, 31. Jänner 2012, Wien
- 3000 m: 7:51,17 min, 21. Februar 2020, Madrid

Freiluft
- 800 m: 1:46,59 min, 15. Juni 2013, Salzburg
- 1000 m: 2:18,06 min, 17. Juni 2014, Ostrava – österreichischer Rekord
- 1500 m: 3:36,11 min, 12. Juli 2014, Glasgow
- 1 Meile: 3:53,95 min, 13. Juni 2013, Oslo
- 3000 m: 7:49,75 min, 19. Mai 2021, Ostrava
- 5000 m: 13:24,03 min, 8. September 2020, Ostrava
- 5-km-Straßenlauf: 13:48 min, 14. Februar 2021, Monaco – österreichischer Rekord
- 10.000 m: 28:06,88 min, 28. Mai 2022, Pacé-Rennes
- 10-km-Straßenlauf: 28:54 min, 13. März 2022, Berlin[25]
- Halbmarathon: 1:02:32 h, 12. März 2023, Wien[25]
- Marathon: 2:13:43 h, 29. Oktober 2023, Frankfurt[25]